# Премія Жінка ІІІ тисячоліття 2009
4-та церемонія вручення Всеукраїнської Премії «Жінка III тисячоліття» українським жінкам відбулася 24 жовтня 2009 року в залі Національної опери України у Києві

## Номінації
Всеукраїнською премією «Жінка III тисячоліття» відзначили 31 жінку у трьох номінаціях: «Знакова постать», «Рейтинг» та «Перспектива».

### Рейтинг
Найбільше, 24 жінок, були відзначені у номінації «Рейтинг».
Серед них найбільш відомі:
- співачки — Наталія Дзеньків (Lama) та заслужена артистка України Катерина Бужинська[1],
- режисерка і телеведуча Оксана Байрак,
- акторка Національного академічного драматичного театру ім. Івана Франка Ірина Дорошенко
- журналістка і поетеса Радушинська Оксана —[2]
- Президент телекомпанії «Магнолія-ТВ» Євгенія Ткаченко[3].

### Знакова постать
У номінації «Знакова постать» було нагороджено чотирьох жінок: Секретарка Ради Національної безпеки і оборони України Раїса Богатирьова та губернаторка м.Санкт-Петербург Валентина Матвієнко, Народна артистка України Тетяна Цимбал та президент — Голова правління Української асоціації підприємств легкої промисловості Валентина Ізовіт.

### Перспектива
Премією «Перспектива» були нагороджені троє молодих жінок.

## Ведучі
Вели церемонію нагородження народні артисти України Олексій Богданович та Василь Ілащук.
Преміанток вітали: кінорежисер Володимир Бортко, народний артист України, композитор Олександр Злотник, заслужений художник України, скульптор Олег Пінчук, заслужений артист України Євген Нищук, який прочитав вірші.

## Особливості нагородження
Нагороджених було найменше в історії нагороди - лише 31 жінка.
На святі було презентовано нову колекцію від дизайнерки Надії Ганжи, що теж потрапила до рейтингу "Жінок III тисячоліття".
Привітання Премії та переможниць у листі зробив Президент України Віктор Ющенко та Міністр у справах сім'ї, молоді та спорту Юрій Павленко.  Глава держави наголосив, що премія «Жінка III тисячоліття» покликана зміцнити авторитет жінки, підкреслити знакову роль, яку вона відіграє в усіх сферах суспільної діяльності. «Переконаний, що цьогорічні лауреати стануть прикладом для мільйонів українських жінок», — зауважив він.